# 선수기

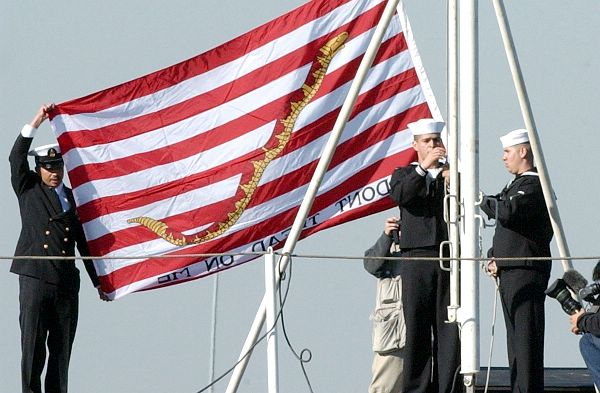
미국 해군 소속 항공모함 USS 키티호크 (CV-63)의 깃대에 게양된 선수기. 2002년부터 2019년까지 사용되었다.

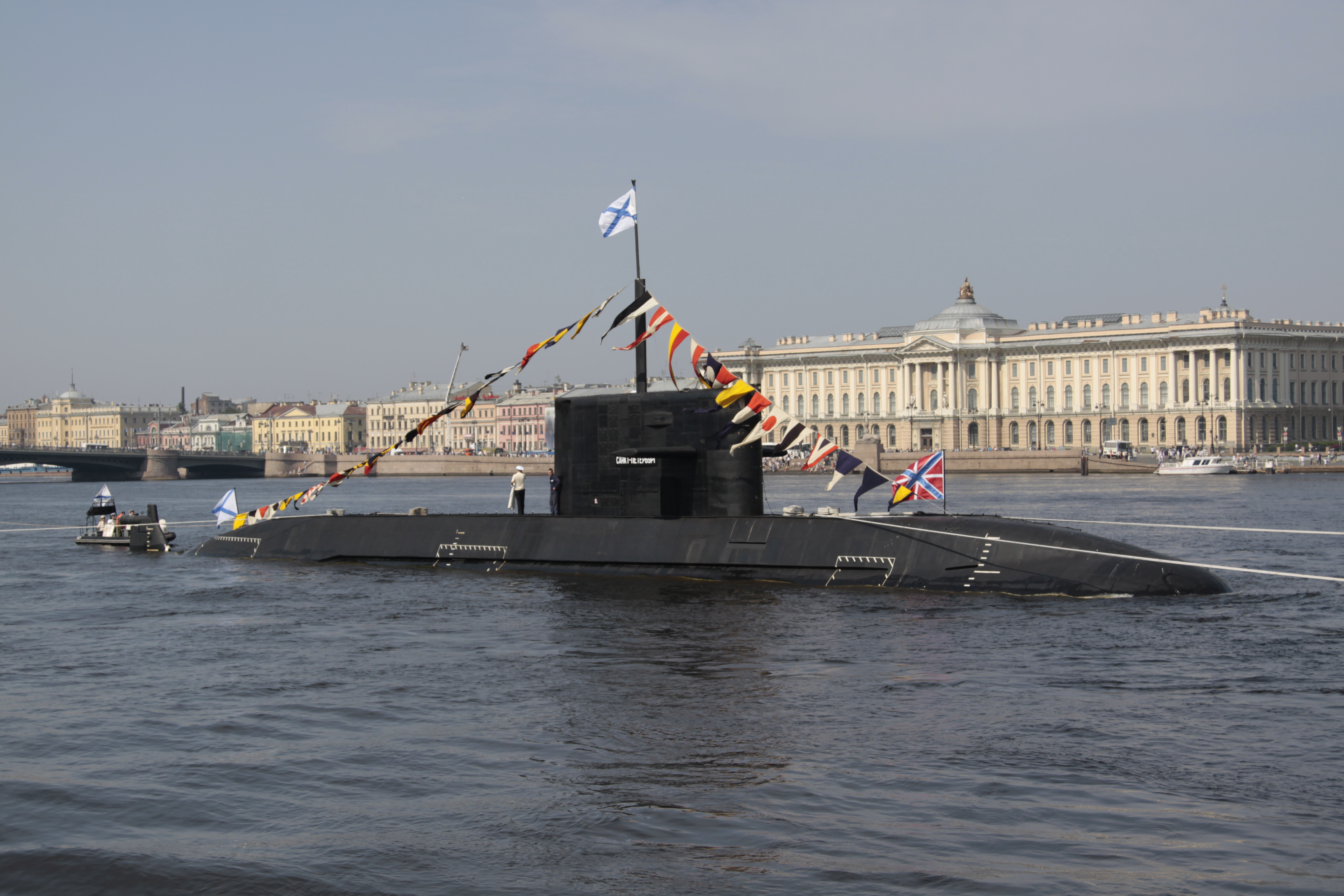
러시아 해군 소속 잠수함 상트페테르부르크 (B-585)의 머리 부분에 게양된 선수기, 선미에는 군함기가 보인다.

선수기(船首旗, 문화어: 함수기(艦首旗), 영어: jack)는 선박의 머리 부분(선수, 船首)의 이물깃대에 게양되는 기로서 소속 국가를 의미한다. 해군 선박(군함 및 부상한 잠수함)과 상선의 꼬리 부분(선미, 船尾)에 계양되는 군함기, 상선기와는 다르다.
17세기에는 주로 제1사장이나 앞돛대에 달았었다. 몇몇 국가는 선수기의 종류가 나뉘기도 한다. 영국의 경우에는 '군함 선수기'(naval jack)와 '상선 선수기'(civil jack)로 나눠져 있고, 네덜란드는 여러 개의 비공식 선수기가 존재한다.

## 현용 선수기

### 군함기를 선수기로도 사용

덴마크의 군함 선수기
독일의 군함 선수기
스웨덴의 군함 선수기
이집트의 군함 선수기

### 국기의 정사각형 형태를 선수기로 사용

노르웨이의 군함 선수기
루마니아의 군함 선수기
벨기에의 군함 선수기

### 국기의 캔턴 부분을 선수기로 사용

그리스의 군함 선수기
라이베리아의 군함 선수기
미국의 군함 선수기
중화민국의 군함 선수기
칠레의 군함 선수기

### 국장이 선수기에 사용

도미니카 공화국의 군함 선수기
리투아니아의 군함 선수기
몬테네그로의 군함 선수기
몰타의 군함 선수기
스페인의 군함 선수기
이란의 군함 선수기
콜롬비아의 군함 선수기
크로아티아의 군함 선수기
페루의 군함 선수기
포르투갈의 군함 선수기
핀란드의 군함 선수기

### 국기를 선수기로 사용

남아프리카 공화국의 군함 선수기
뉴질랜드의 군함 선수기
말레이시아의 군함 선수기
미얀마의 군함 선수기
방글라데시의 군함 선수기
베트남의 군함 선수기
싱가포르의 군함 선수기
영국의 군함 선수기
오스트레일리아의 군함 선수기
우크라이나의 군함 선수기
인도의 군함 선수기
일본의 군함 선수기
캐나다의 군함 선수기
터키의 군함 선수기
프랑스의 군함 선수기

### 특별한 모양의 선수기

네덜란드의 군함 선수기
네덜란드의 비공식 상선 선수기
대한민국의 군함 선수기
라트비아의 군함 선수기
러시아의 군함 선수기
멕시코의 군함 선수기
모로코의 군함 선수기
베네수엘라의 군함 선수기
볼리비아의 군함 선수기
불가리아의 군함 선수기
브라질의 군함 선수기
사우디아라비아의 군함 선수기
슬로베니아의 군함 선수기
아르헨티나의 군함 선수기
아일랜드의 군함 선수기
에스토니아의 군함 선수기
에콰도르의 군함 선수기
영국의 상선 선수기
우루과이의 군함 선수기
이탈리아의 군함 선수기
인도네시아의 군함 선수기
조선민주주의인민공화국의 군함 선수기
카자흐스탄의 군함 선수기
캄보디아의 군함 선수기
쿠바의 군함 선수기
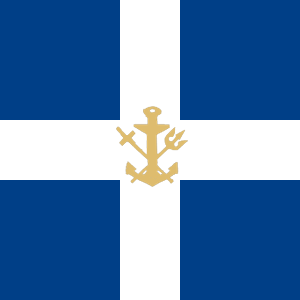
키프로스의 군함 선수기
태국의 군함 선수기
파나마의 군함 선수기
파라과이의 군함 선수기
파키스탄의 군함 선수기
폴란드의 군함 선수기
필리핀의 군함 선수기[3]

## 옛 선수기 목록

그리스 왕국의 군함 선수기
독일 제국의 군함 선수기 (1903년 ~ 1918년)
바이마르 공화국의 군함 선수기
나치 독일의 군함 선수기 (1933년 ~ 1935년)
나치 독일의 군함 선수기 (1935년 ~ 1945년)
동독의 군함 선수기
러시아 제국의 군함 선수기 (1701년 ~ 1917년)
소련의 군함 선수기 (1924년 ~ 1932년)
소련의 군함 선수기 (1932년 ~ 1991년)
루마니아의 군함 선수기 (1921년 ~ 1947년)
루마니아의 군함 선수기 (1966년 ~ 1989년)
루마니아의 군함 선수기 (1995년 ~ 1998년)
만주국의 군함 선수기
아메리카 연합국의 군함 선수기
미국의 군함 선수기 (1776년 ~ 1777년)
미국의 군함 선수기 (2002년 ~ 2019년)
불가리아의 군함 선수기 (1908년 ~ 1949년)
불가리아의 군함 선수기 (1949년 ~ 1955년)
불가리아의 군함 선수기 (1955년 ~ 1963년)
불가리아의 군함 선수기 (1963년 ~ 1990년)
스웨덴-노르웨이의 군함 선수기 (1844년 ~ 1905년)
스페인의 군함 선수기 (1785년 ~ 1931년)
시암의 군함 선수기 (1881년 ~ 1917년)
오스트리아-헝가리 제국의 군함 선수기 (1786년 ~ 1915년)
우크라이나의 군함 선수기 (1992년)
유고슬라비아 사회주의 연방공화국의 군함 선수기 (1963년 ~ 1992년)
유고슬라비아 연방 공화국과 세르비아 몬테네그로의 군함 선수기 (1992년 ~ 2006년)
이집트의 군함 선수기 (1922년 ~ 1952년)
이탈리아 왕국의 군함 선수기 (1879년 ~ 1946년)
일본 제국의 군함 선수기 (1870년 ~ 1947년)
조지아의 군함 선수기 (2004년 ~ 2009년)
중화민국의 군함 선수기 (1912년 ~ 1928년)
캐나다의 군함 선수기 (1868년 ~ 1921년)
캐나다의 군함 선수기 (1921년 ~ 1957년)
캐나다의 군함 선수기 (1957년 ~ 1965년)
캐나다의 군함 선수기 (1968년 ~ 2013년)
크로아티아 독립국의 군함 선수기
포르투갈의 군함 선수기 (1833년 ~ 1910년)

## 같이 보기
- 군함기
- 상선기